# Dendya cavata
Dendya cavata är en svampdjursart som först beskrevs av Carter 1886.  Dendya cavata ingår i släktet Dendya och familjen Soleneiscidae. Inga underarter finns listade i Catalogue of Life.